# 57-я пехотная дивизия (Российская империя)
57-я пехотная дивизия — пехотное соединение в составе Русской императорской армии.

## История дивизии
Сформирована в июле 1914 года из кадра 3-й пехотной дивизии. Вошла в состав 1-й армии Северо-Западного фронта. 11 октября 1914 года подчинена командующему 10-й армии Северо-Западного фронта.

Крепость Осовец на Бобре также входила в участок 12-й aрмии с гарнизоном, состоявшим из 3-х полков 57-й дивизии, выдвинутой в январе на левый фланг 10-й армии к Щучину и затем разбитой обходной колонной генерала Литцмана 7-го и 8-го февраля на р. Писсеки и под Бялою. Дивизия при этом, вследствие проявленного упорства, потеряла до 50 % своего состава и 2 батареи: она отошла двумя полками через Щучин на Осовец, а третьим полком через Ломжу туда же. Четвёртый, «Ливенский» полк этой дивизии находился в составе Вержболовской группы и в начале операции не мог быть возвращён гарнизону.— Хольмсен И.А. Мировая война. Наша операции на Восточно-Прусском фронте зимою 1915 г. Воспоминания и мысли.
14 декабря 1915 года включена в формируемый 44-й армейский корпус Западного фронта.

57-я пехотная дивизия хорошо зарекомендовала себя в Пруссии, отлично в Осовце, где составила гарнизон крепости и всю войну считалась надёжной и крепкой дивизией. Она составила XLIV корпус со 111-й пехотной дивизией.— Керсновский А. А. История Русской армии
57-я артиллерийская бригада сформирована в июле 1914 года по мобилизации в Калуге из кадра, выделенного 3-й артиллерийской бригадой.

## Состав дивизии
- 1-я бригада
  - 225-й пехотный Ливенский полк
  - 226-й пехотный Землянский полк
- 2-я бригада
  - 227-й пехотный Епифанский полк
  - 228-й пехотный Задонский полк
- 57-я артиллерийская бригада

## Командование дивизии

### Начальники дивизии
- 19.07.1914-26.07.1914 — генерал-лейтенант Белькович, Леонид Николаевич
- 26.07.1914-19.11.1914 — генерал-лейтенант Безрадецкий, Дмитрий Николаевич
- 19.11.1914-07.05.1915 — генерал-майор Омельянович, Николай Иванович
- 12.05.1915-после 18.07.1916 — генерал-майор (c 18.07.1916 генерал-лейтенант) де Боде, Николай Андреевич
- 01.05.1917-? — полковник Лящик, Северин Иванович

### Начальники штаба дивизии
- на 18.03.1915 — полковник Буняковский, Всеволод Викторович
- 16.05.1915-после 03.01.1917 — подполковник (с 15.08.1916 полковник) Петров, Николай Алексеевич

### Командиры бригады
- 29.07.1914-22.04.1915 — генерал-майор Архипов, Александр Александрович
- 11.05.1915-26.04.1916 — генерал-майор Тарановский, Виктор Петрович
- 31.05.1916-30.04.1917 — генерал-майор Билинский, Александр Константинович

### Командиры 57-й артиллерийской бригады
- 25.07.1914-после 10.07.1916 — полковник (с 21.08.1915 генерал-майор) Липкин, Александр Ксенофонтович

## Люди связанные с дивизией
- Грызлов, Фёдор Иванович (1895—1972) — советский военачальник, генерал-майор.  В 1915-1917 гг. старший унтер-офицер  228-го пехотного Задонского полка.